# 542 (číslo)
Pět set čtyřicet dva je přirozené číslo. Následuje po čísle pět set čtyřicet jedna a předchází číslu pět set čtyřicet tři. Římskými číslicemi se zapisuje DXLII a řeckými číslicemi φμβ.

## Matematika
542 je:
- Deficientní číslo
- Poloprvočíslo
- Nešťastné číslo

## Astronomie
- (542) Susanna je planetka hlavního pásu, kterou objevili v roce 1904 Paul Götz a August Kopff

## Roky
- 542
- 542 př. n. l.